# Leonard Slatkin

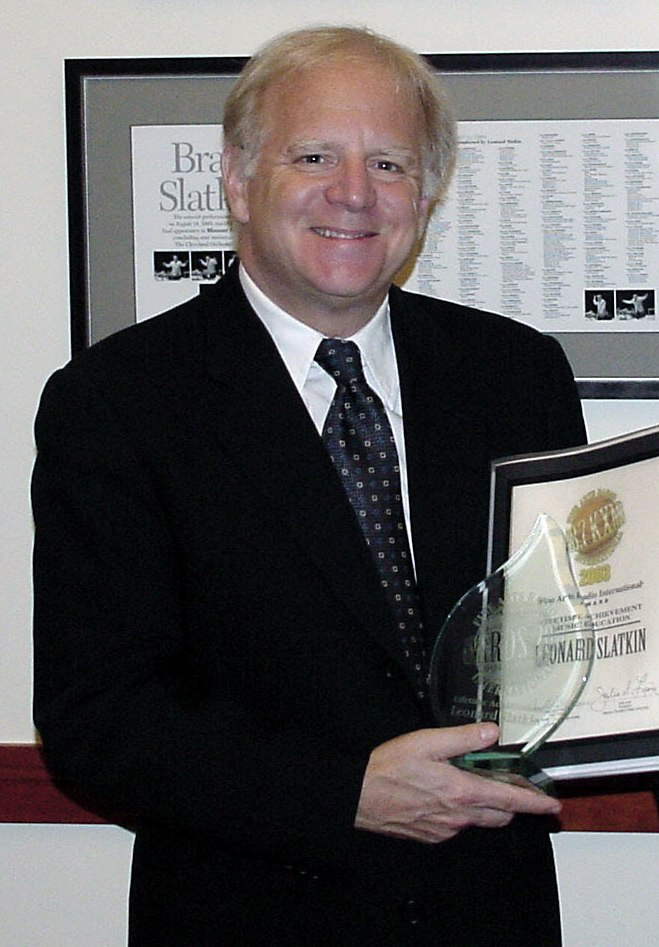
Leonard Slatkin em 2004

Leonard Edward Slatkin (1 de Setembro de 1944) é um maestro americano. Associado por muito tempo com a Orquestra Sinfônica de Saint Louis, ele é o atual diretor musical da Orquestra Sinfônica de Detroit.

## Biografia
Slatkin nasceu em uma família musical. Slatkin estudou na Universidade de Indiana e na Faculdade da Cidade de Los Angeles e estudou composição com Jean Paul Morel. Sua estréia como maestro ocorreu em 1966 quando ele se tornou diretor artístico e maestro da Jovem Orquestra Sinfônica de Nova Iorque, e em 1968, Walter Susskind o nomeou seu assistente da Orquestra Sinfônica de Saint Louis. Ele ficou lá nesse porto até 1977, quando ele foi feito o músico conselheiro da Orquestra Sinfônica de Nova Orleans.
Ele comandou as séries de Beethoven em festivais com a Orquestra Sinfônica de São Francisco durante o fim da década de 1970 e começo da década de 1980. Slatkin retornou para Saint Louis como diretor musical em 1979. Ele saiu de seu cargo em 1996 e foi imediatamente nomeado maestro laureado da orquestra. 
Ele foi diretor do Festival Blossom da Orquestra de Cleveland de 1990 até 1999. Em 1996 ele se tornou diretor musical da Orquestra Sinfônica Nacional (Estados Unidos), em Washington, onde ficou até 2008. Em 2000 ele se tornou o maestro chefe da Orquestra Sinfônica da BBC. De 1997 até 2000 ele foi o principal maestro convidado da Orquestra Philharmonia. Em 2004 ele foi nomeado o Principal Maestro Convidado de Hollywood Bowl pela Filarmônica de Los Angeles por um período de dois anos. Em 2005 ele se tornou o principal maestro da Orquestra Filarmônica Real, em Londres.
Em 2006 ele foi nomeado o diretor conselheiro da Orquestra Sinfônica de Nashville. Ele também conduziu a inauguração do Centro Sinfônico Schermerhorn dia 9 de setembro de 2006 e em Junho de 2007 ele foi anunciado como o principal maestro convidado da Orquestra Sinfônica de Pittsburgh, assumindo o posto em 2008.
Em 2008 ele começou seu mandato como diretor musical da Orquestra Sinfônica de Detroit, seu contrato na orquestra é de treze semanas em 2009/2010.

## Vida Pessoal
Slatkin foi casado três vezes. Ele tem um filho: Daniel, fruto do seu terceiro casamento com a soprano Linda Hohenfeld.